# Mikronesiska federationen i olympiska spelen
Mikronesiska federationen medverkade i olympiska spelen första gången 2000 i Sydney. De har därefter medverkat i samtliga olympiska sommarspel och de har aldrig vunnit någon medalj. De har aldrig medverkat i de olympiska vinterspelen.

## Medaljer
| Guld | Silver | Brons | Totalt antal medaljer |
| ---- | ------ | ----- | --------------------- |
| 0    | 0      | 0     | 0                     |

### Medaljer efter sommarspel
| Spel        | Guld | Silver | Brons | Totalt |
| Sydney 2000 | 0    | 0      | 0     | 0      |
| Aten 2004   | 0    | 0      | 0     | 0      |
| Peking 2008 | 0    | 0      | 0     | 0      |
| Totalt      | 0    | 0      | 0     | 0      |